# Horst Hippler
Horst Hippler (* 23. September 1946 in Göttingen; † 6. März 2024) war ein deutscher Physikochemiker und Präsident der Hochschulrektorenkonferenz (HRK).

## Leben und Wirken
Hippler studierte Physik an der Universität Göttingen (1970 Diplom) und promovierte 1974 an der École polytechnique fédérale de Lausanne (EPFL) in Lausanne/Schweiz. 1975/1976 war er Post-Doktorand am IBM Research Laboratory in San Jose (California, USA) und von 1977 bis 1992 wissenschaftlicher Assistent und Teilprojektleiter in einem Sonderforschungsbereich (SFB) an der Universität Göttingen. 1988 wurde er dort habilitiert.
Im Oktober 1993 bekam er einen Ruf auf eine C4-Professur an die Fakultät für Chemie der Universität Karlsruhe (TH).
Von 2000 bis 2002 war er Prorektor für Forschung und von 2002 bis 2009 Rektor der Universität Karlsruhe (TH); von 2009 bis 2012 stand er deren Rechtsnachfolger, dem Karlsruher Institut für Technologie, vor. Von 2006 bis 2009 war er Gründungspräsident des TU9-Zusammenschlusses. Von 2010 bis 2012 führte er den Vorsitz der Landesrektorenkonferenz Baden-Württemberg.
Horst Hippler war ab dem 1. Mai 2012  bis August 2018 Präsident der Hochschulrektorenkonferenz. In dieser Funktion setzte er sich insbesondere für eine Verfassungsreform ein, die eine Beteiligung des Bundes an der Grundfinanzierung der Hochschulen ermöglichen soll und die Ende 2014 in Kraft trat. In seine Amtszeit fielen verschiedene HRK-Empfehlungen zu den Auswirkungen der neuen Medien auf die Hochschulen. Ein weiterer Schwerpunkt waren Karriereperspektiven von Nachwuchswissenschaftlern und der europäische Forschungsraum. Im Plagiatsfall Annette Schavans plädierte er gegenüber der Fakultät für ein Mehraugenprinzip bei den Gutachtern und personelle Trennung von Begutachtung und Entscheidung. Diese Positionierung war umstritten und wurde von der Fakultät mit Hinweis auf die Rechtslage zurückgewiesen.
Im August 2010 unterzeichneten Hippler und etwa 40 andere Prominente den Energiepolitischen Appell für eine Laufzeitverlängerung deutscher Kernkraftwerke.
Von Dezember 2010 bis Dezember 2011 hatte Hippler turnusgemäß die Präsidentschaft der Europäischen Konföderation der Oberrheinischen Universitäten (EUCOR) inne. Im Mai 2015 wurde er als Präsident der Hochschulrektorenkonferenz für weitere drei Jahre wiedergewählt. Im August 2018 trat Peter-André Alt seine Nachfolge an. Hippler war auch als Chefunterhändler des Projekts DEAL tätig mit dem Ziel, bundesweite Lizenzverträge für das gesamte Portfolio elektronischer Zeitschriften (E-Journals) großer Wissenschaftsverlage abzuschließen. Dabei wird eine signifikante Änderung gegenüber dem gegenwärtigen Status quo bei der Verhandlung, den Inhalten und der Preisgestaltung angestrebt. Mit diesem Projekt wurde am 15. Januar 2019 die erste große Vereinbarung zwischen deutschen Institutionen und dem Verlag Wiley erzielt.
Horst Hippler verstarb am 6. März 2024 im Alter von 77 Jahren.

## Auszeichnungen und Mitgliedschaften
- 2006: Polanyi-Medaille von der Faraday-Abteilung der Royal Society of Chemistry[12]
- 2007: Commandeur dans l’Ordre des Palmes Académiques
- Seit 2009: Mitglied der Deutschen Akademie der Technikwissenschaften acatech
- Mai 2011: Dr. honoris causa (École nationale supérieure d’arts et métiers (ENSAM) im Hochschulverbund ParisTech)
- Seit Mai 2011: Korrespondierendes Mitglied der Mathematisch-Physikalischen Klasse der Akademie der Wissenschaften zu Göttingen
- Seit 2011: Mitglied im Aufsichtsrat der École polytechnique ParisTech
- 2015: Verdienstorden des Landes Baden-Württemberg
- Mai 2016: Dr. honoris causa (Université de Strasbourg)[13]

## Schriften (Auswahl)
- H. Hippler, Béla Viskolcz: Addition complex formation vs. direct abstraction in the OH+C2H4 reaction. In: Physical Chemistry Chemical Physics. Band 2, Nr. 16, 2000, S. 3591–3596, doi:10.1039/b003646n.
- H. Hippler, Nikolina Krasteva, Frank Striebel: The thermal unimolecular decomposition of HCO: effects of state specific rate constants on the thermal rate constantElectronic supplementary information (ESI) available: Experimental data and conditions. See https://www.rsc.org/suppdata/cp/b4/b402139h/. In: Physical Chemistry Chemical Physics. Band 6, Nr. 13, 2004, S. 3383–3383, doi:10.1039/b402139h.
- Binod Raj Giri, Tobias Bentz, H. Hippler, Matthias Olzmann: Shock-Tube Study of the Reactions of Hydrogen Atoms with Benzene and Phenyl Radicals. In: Zeitschrift für Physikalische Chemie. Band 223, Nr. 4–5, 2009, S. 539–549, doi:10.1524/zpch.2009.6036.
- Ravi X. Fernandes, Christa Fittschen, H. Hippler: Kinetic investigations of the unimolecular decomposition of dimethylether behind shock waves. In: Reaction Kinetics and Catalysis Letters. Band 96, Nr. 2, 2009, S. 279–289, doi:10.1007/s11144-009-5505-9.
- Oliver Schalk, Jiping Yang, Andreas Hertwig, H. Hippler, Andreas‐Neil Unterreiner: Vibrational cooling in the liquid phase studied by ultrafast investigations of cycloheptatriene. In: Molecular Physics. Band 107, Nr. 20, 2009, S. 2159–2167, doi:10.1080/00268970903193010.
- Horst Hippler (Hrsg.): Ingenieurpromotion – Stärken und Qualitätssicherung. Springer, Heidelberg 2011, ISBN 978-3-642-23661-7.